# Софиев, Юрий Борисович
Ю́рий Бори́сович Софи́ев (полная фамилия Бек-Софиев; 20 февраля 1899, Белла, Польша — 22 мая 1975, Алма-Ата) — русский поэт первой волны эмиграции.

## Биография
Родился в семье кадрового военного Аскара (Бориса) Бек-Софиева. Согласно преданиям и догадкам первый предок Бек-Софиевых — Кули-Бек-Софиев-Оглы (седьмой наиб вождя горцев Шамиля).
После русско-японской войны семья переехала на Дальний Восток. Мальчика отдали в Хабаровский кадетский корпус, где он проучился до 1912. Затем его перевели в Нижегородский кадетский корпус, поскольку его отец поселился в Виннице (по долгу службы).
Во времена первой мировой войны поступил в Константиновское артиллерийское училище (окончил в 1917, накануне Октябрьской революции). Вместе с отцом участвовал в белом движении. Участник Ярославского восстания. В ВСЮР в 3-м конно-артиллерийском дивизионе. 29 июля 1919 года получает чин прапорщика. Далее служит в 17-й Кавказской конно-горной батарее 3-го конно-артиллерийского дивизиона. В 1920 вместе со своим отцом эвакуировался из Крыма, будучи в чине поручика. Присоединился к остаткам Добровольческой армии в Галлиполи. Поступил на историко-филологический факультет Белградского университета: в 1923 дебютировал в коллективном сборнике «Гамаюн» (в этот сборник были включены авторы кружка «Гамаюн» — в основном студенты Белградского университета).
Образование по этой же специальности продолжал в Париже (окончил Франко-Русский институт). Здесь же (в Париже) стал членом Демократического Республиканского Общества. Некоторое время был председателем «Союза молодых поэтов и писателей Франции». Вечера, устраиваемые «Союзом», посещали Марина Цветаева со своим мужем Сергеем Эфроном, Куприн, Ходасевич, Адамович, Георгий Иванов, Ирина Кнорринг. Дружил с Иваном Буниным.
1926 — опубликован в журнале «Звено» (выходил в Париже).
Жить в эмиграции литературным трудом, как правило, было практически невозможно и поэтому диплом об образовании был положен под сукно. Ю. Б. Софиев трудился на самых чёрных работах. Участвовал в забастовках и митингах французских пролетариев (эпоха Народного Фронта).
Масон, посвящён в 1931 году в масонство, в парижской русской ложе «Юпитер» № 536 Великой ложи Франции. Возведён в степень Тайного мастера в ложе совершенствования «Друзья любомудрия» в 1934 году.
1937 — вышла первая книга стихотворений «Годы и камни».
1942 — участник французского Сопротивления.
1943 — угнан в Германию.
После войны был сотрудником газеты «Русские новости», в 1946 году получил вид на жительство в СССР.
1955 — переехал с тестем и сыном в СССР, был определён на жительство в Алма-Ату. Работал в Институте зоологии АН КазССР художником-анималистом.
Публиковал поэзию в журнале «Простор». Написал книгу стихов «Парус», но издать не успел. Вторая книга стихов вышла посмертно (сюда вошли все стихи, написанные в течение жизни; составитель этой книги сын Ю. Б. Софиева — И. Ю. Софиев)

## Семья
- Жена — Ирина Кнорринг (1906—1943), поэтесса.
- Сын — Игорь Софиев (1929—2005), был женат на Надежде Черновой.

## Примечание
При написании этой статьи были использованы материалы из книги «Тебе» — Жизнеописание и творчество Игоря Софиева (сына Ю. Б. Софиева): Алматы, 2000 г. (составитель — Н. М. Чернова).